# Adiafa
Adiafa é uma banda de música popular, criada em 1998, em Beja.

## Biografia
O projeto Adiafa foi criado por José Emídio e Paulo Colaço, em 1998. O seu objectivo é dar a conhecer as músicas do baixo alentejo.
Depois de vários concertos, a banda achou que estava na altura de gravar o primeiro trabalho, que foi apresentado na Casa da Cultura em Beja a 9 de Abril de 2002.
A partir do lançamento deste CD (em especial à canção As Meninas Da Ribeira do Sado) a popularidade da banda aumentou muito. 
Seguiram-se espetáculos por Portugal, França, Suíça, Canadá, Espanha, Cabo Verde e Itália.
Em 2003 foram nomeados para os Globos de Ouro 2003 da SIC, para as categorias de melhor grupo e melhor canção do ano (As Meninas Da Ribeira do Sado).
Ganharam o prêmio Mais Música da revista Mais Alentejo.
Em 2004 gravaram o álbum Tá o Balho Armado, que conta com Rui Veloso, Paulo de Carvalho, Artur Fernandes (Danças Ocultas), entre outros.
Receberam a 20 de Maio de 2004, uma medalha de mérito, atribuída pela Câmara Municipal de Beja.
"A longevidade do grupo "ADIAFA" deve-se ao contributo valioso e dedicado de quantos lhe emprestaram instrumentos e voz ao longo do tempo.
o seu novo disco "Alentejo", como o próprio nome o indica, é todo ele dedicado ao cante alentejano na sua forma original e foi apresentado no Cine teatro Pax Julia, em Beja no dia 9 de Abril de 2016. 
Embaixadores orgulhosos na divulgação da música tradicional Alentejana, o público que os acarinha e motiva, sempre foi a sua primeira premissa, fundamental e responsável pela sua continuidade.
É com o sentido de renovação, mas o espírito e a essência do que preservamos na alma, – O Cante Alentejano, que brindamos à vida destes dezoito anos de existência, com a apresentação deste nosso novo álbum "ALENTEJO".
É neste seguimento que agora se pode ouvir o álbum “Adiafa – 25 Anos” (2023), que revisita temas celebrizados pelo grupo como a “Feira de Castro”, mas também novas canções de autor, como “Arre Burro”.
O disco abre com uma nova versão do tema “As meninas da Ribeira do Sado”, que reflete o espírito da nova geração de integrantes do grupo, Bernardo Emídio e Ruben Lameira.
Disponível em todas as plataformas digitais desde dia 10 de Junho, dia de Portugal e das Comunidades Portuguesas, conta com o selo da Epopeia Record™.
“Adiafa – 25 anos” tem a participação especial de Adriano Alves, no baixo elétrico fretless, Norton Daiello, no baixo elétrico, Yami Aloelela, também no mesmo instrumento, e Marito Marques, nas percussões.
Os Adiafa vão também apresentar um novo espetáculo, moderno, inovador, com nova imagem, sem nunca desvirtuar o habitual gênero humorístico, continuando com as pioneiras harmonias vocais.  
O "Cante ao Menino" e o "Cante dos Reis" é uma tradição do Cante Alentejano, um estilo de cante polifônico tradicional do Alentejo. Esta tradição é especialmente associada à época natalícia e envolve grupos de cantadores que se reúnem para entoar canções em louvor ao nascimento de Jesus Cristo. O Cante à Capella dos Adiafa que comemoram 25 de existência, junta-se à guitarra de Manuel de Oliveira, ao acordeão de João Frade, ao piano de Carlos Garcia e às vozes do Coro do Carmo de Beja, numa exploração contemporânea desta tradição, e fazem nascer um novo Álbum, o segundo deste ano, que apelidaram de "Adiafa no Natal dos Reis", disco Antena1. 
Nos últimos 12 meses, os Adiafa apresentaram um álbum comemorativo dos "25 anos" de carreira seguido de um álbum com recolha de canções natalícias ao qual deram o nome de "Adiafa no Natal dos Reis". Avançam agora com o single "Fui Criado com Coisas Roubadas", já disponível no seu canal no Youtube e Spotify. 
Este é o primeiro single de um álbum que ficou disponível em todas as plataformas digitais dia 10 de março, dia de eleições legislativas. "Fui Criado com Coisas Roubadas" dá também nome a este que é o oitavo disco de estúdio dos Adiafa e o terceiro trabalho em pouco mais de um ano.
"Fui Criado com Coisas Roubadas" é uma canção com arranjo musical de Adiafa (2024) com a participação especial de Norton Daiello (baixo), está agora disponível no Youtube e Spotify com selo Epopeia Records™.

## Membros

### Atuais
- José Emídio
- Bernardo Emídio
- Ruben Lameira

### Antigos
- Paulo Colaço
- Luis Espinho
- António Santos
- João Paulo Sousa
- Emídio Zarcos
- Manuel Bexiga
- Joaquim Simões

## Discografia
- 2002 - Adiafa
- 2004 - Cante ao Menino
- 2004 - Tá o balho armado
- 2008 - Nã há vagar
- 2016 - Alentejo
- 2023 - Adiafa 25 anos
- 2023 - Adiafa no Natal dos Reis
- 2024 - Fui Criado com Coisas Roubadas